# خاندزازور
خاندزازور (به ارمنی: Խանձաձոր) یک منطقهٔ مسکونی در جمهوری آرتساخ است که در استان هادروت واقع شده‌است.